# Victor Voets

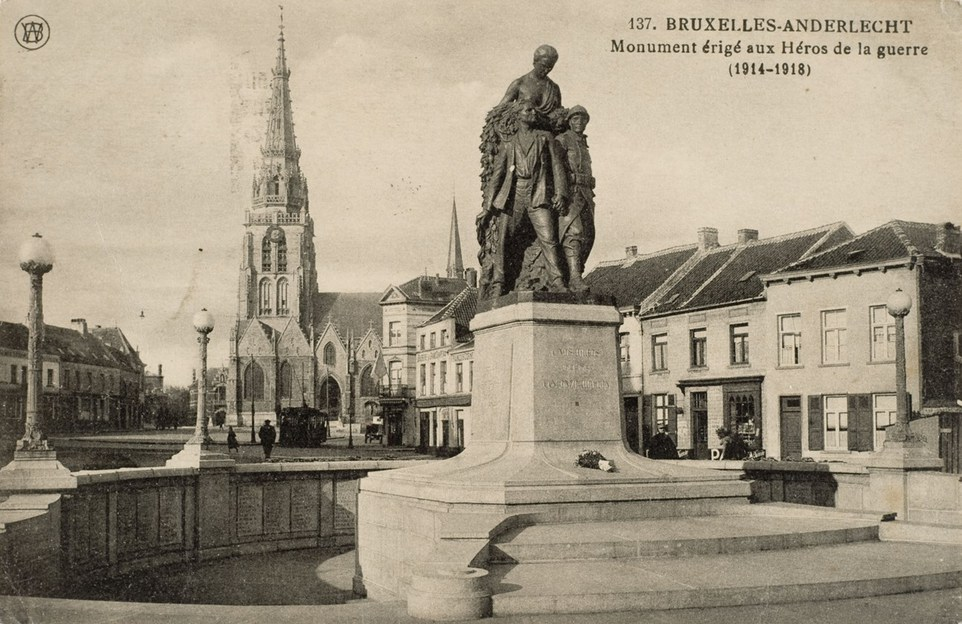
Carte postale - Monument À nos héros 1914-1918, place de la Vaillance, Anderlecht, Belgique

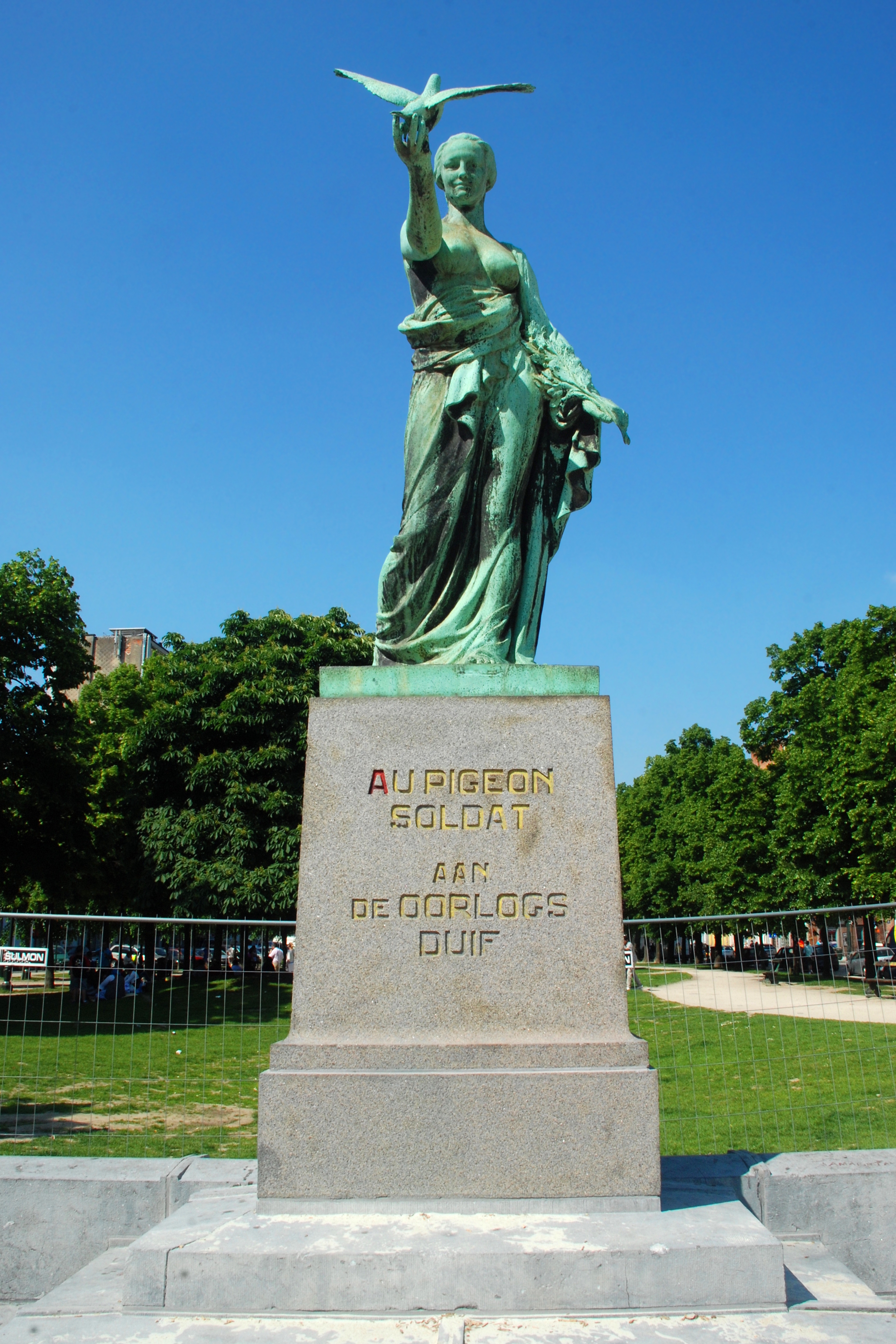
Monument Au Pigeon-Soldat

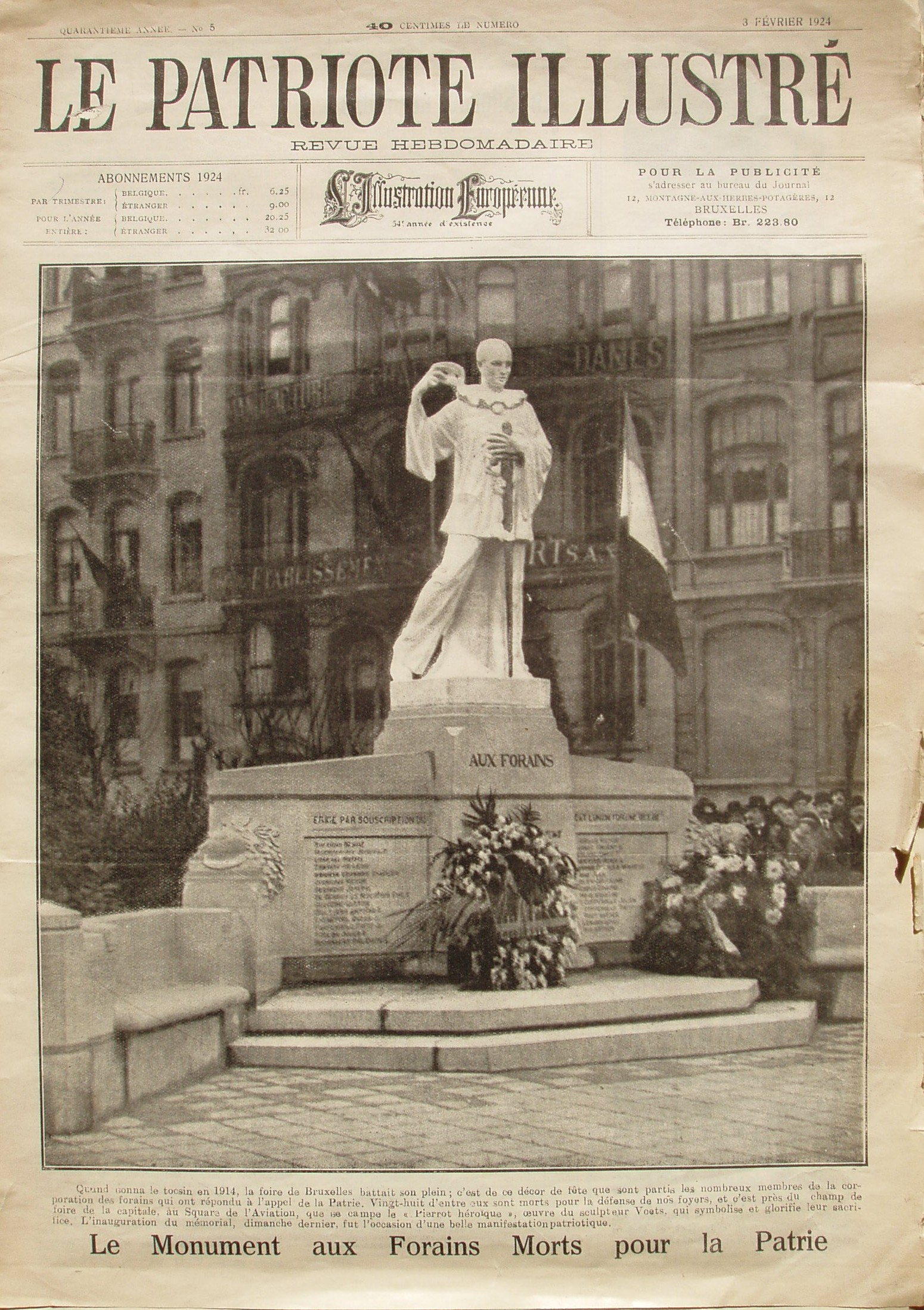
Monument Aux Forains morts pour la patrie

Victor Voets né à Bruxelles le 18 mai 1882 et mort dans la commune d’Anderlecht le 14 mars 1950, est un sculpteur belge. Il est surtout connu pour ses monuments aux morts.

## Biographie
Victor Voets a été sélectionné en 1912 pour le prix de Rome ; il a été professeur à l'académie d'Anderlecht.

## Œuvres
- Le Pierrot héroïque, sculpture en bronze[2]
- Monument aux morts à Souvret, inauguré en 1920[3]
- Monument aux morts des 9e et 29e régiments de ligne[4]
- À nos héros 1914-1918[5],[6],[7], à Anderlecht
- Monument Aux Forains morts pour la patrie, Anderlecht, 1924[8],[9],[10]
- Monument Au Pigeon-Soldat